# György Molnár
György Molnár "Elefant" (ur. 12 września 1949 w Budapeszcie) - gitarzysta węgierskiego zespołu Omega.  Najpierw chodził do szkoły artystycznej, potem kontynuował naukę w technikum Kalmana Kandó. Był jednym z założycieli grupy Decca, skąd przeszedł do Omegi w 1968 roku. Wydał jedną płytę solową "Megszakadt kapcsolat" - "Przerwane połączenie". Ma jedną córkę Zitę.